# Hylaeus paradisicola
Hylaeus paradisicola is een vliesvleugelig insect uit de familie Colletidae. De wetenschappelijke naam van de soort is voor het eerst geldig gepubliceerd in 1984 door Hirashima & Tadauchi.